# Ялгиз-Наратська сільська рада
Ялги́з-Нара́тська сільська рада (рос. Ялгыз-Наратский сельский совет) — муніципальне утворення у складі Татишлинського району Башкортостану, Росія. Адміністративний центр — село Ялгиз-Нарат.

## Населення
Населення — 752 особи (2019, 940 в 2010, 1139 в 2002).

## Склад
До складу поселення входять такі населені пункти:
| Населений пункт         | Населення, осіб (2002) | Населення, осіб (2010) |
| ----------------------- | ---------------------- | ---------------------- |
| Башкібаш, село          | 290                    | 252                    |
| Новокудашево, присілок  | 25                     | 0                      |
| Старий Сікіяз, присілок | 287                    | 226                    |
| Ялгиз-Нарат, село       | 537                    | 462                    |